# 东安市场
东安市场是清朝至1990年代今北京王府井大街东侧的一座大型集贸市场。1990年代被拆除，原址上建成了新东安市场（今北京apm）及东安市场这两个大型百货商场。

## 歷史

### 商贩云集

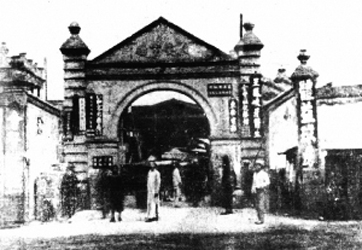
民国初年的东安市场正门。

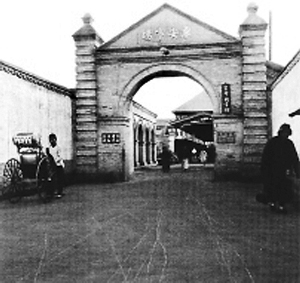
1920年代的东安市场西门。门上有“东安市场”四个大字

东安市场始建于清朝光绪二十九年三月（1903年）。当时，东安门大街两侧有许多店铺和摊贩。该地区紧临紫禁城，故不少王公及大臣在此置有住宅。因摊贩众多，常致道路拥挤，影响王公大臣出入宫廷。居住在金鱼胡同的步军统领那桐等官员提出了整顿市容、修建马路的建议。于是，沿街摊贩被全部迁至东南面的八旗神机营的练兵场，形成了北京城内最早的一座市场，因邻近东安门，故称“东安市场”。
经过几年发展，东安市场从摊贩云集的露天市场，逐渐发展为包括各类摊贩、商号、书店、游艺在内的市场。宣统元年（1909年）出版的《京华百二竹枝词》中称，“新开各处市场宽，买物随心不费难，若论繁华首一指，请君城内赴东安。”根据1933年12月的统计，东安市场共设有16个经营区，其中包括畅观楼、青霖阁、中华商场、丹桂商场、桂铭商场、霖记商场、东庆楼等七个小商场，分布有各类商贩925户，其中店铺257户、摊贩658户。

### 發展成熱門市場
据说，东安市场兴旺的原因之一，便是位于东安市场北门的吉祥戏院。吉祥戏院的前身是1906年大公主府总管刘燮之所修的“吉祥茶园”，修建该茶园的目的是使皇城以东及以北的达官显贵不用非得到前门地区才能看戏。当时，京剧名家谭鑫培、杨小楼、金少山、谭富英、梅兰芳、马连良、姜妙香等人都来此表演。清朝灭亡后，此处仍然继续演戏，十分兴盛。为使看戏的观众能在晚场散戏后有地方吃饭及购物，东安市场的店铺及商摊均营业到深夜。

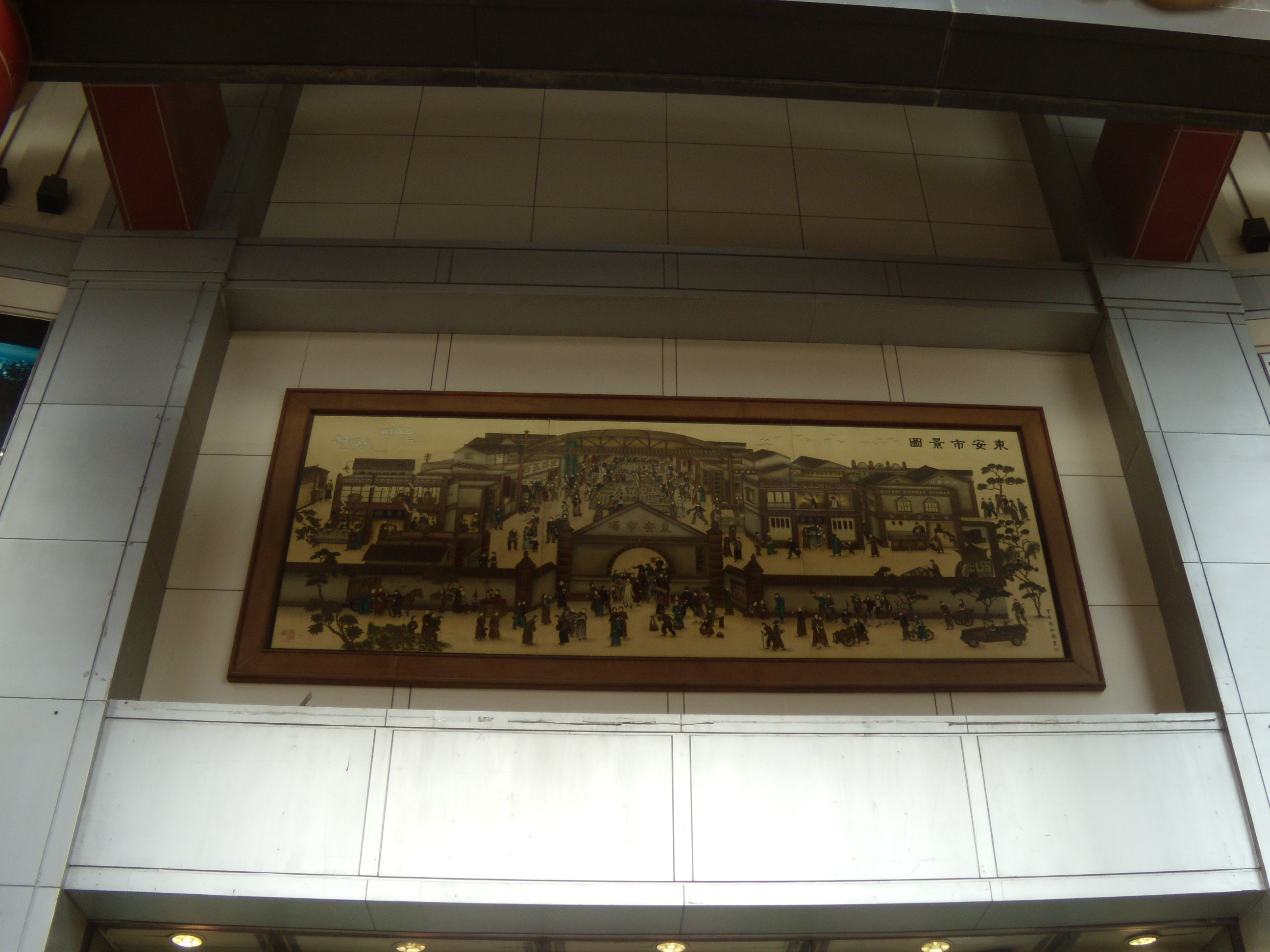
如今隶属于王府井百货集团的“东安市场”正门上方的《东安市景图》，描绘了老东安市场的市井生活。该图于2003年1月1日挂出，由张希广根据董善元所著《阛阓纪胜———东安市场八十年》一书创作。

西德顺爆肚王的传人王欣说，1903年，第一代“爆肚王”王福奎便在东安市场摆摊。第二代“爆肚王”王金良14岁承父业，后来在东安市场杂技场路东找到铺面，成为坐商，立字号 “西德顺”。当年，侯宝林在绒线胡同开设广告社时，还为西德顺画过幻灯广告。后来，侯宝林在清唱及评书中说：“您上东安市场，有个西德顺……”当时，东安市场内有东来顺、稻香春、爆肚冯等众多商家。
当时，东安市场有4个门，分别为北门、西门、中门、南门。市场自北向南的正街是干线。与干线呈垂直方向，自北向南依次有头道街、二道街、三道街。自头道街开始，在正街的东西两侧还有两条平行的街，分别称东街、西街。自北门到三道街，自西门到头道街的东端，是一块大致呈正方形的场地。从西门向南的一线上，分别开有东安市场的中门和南门。

### 規範化、統一化管理
1949年后，东安市场管理处成立，东安市场基本保持了原有行业、网点的格局及传统经营特色。1954年起，陆续进行了公私合营。
如今，北京apm西侧的王府井大街边上立有三组雕塑。其中，《祥子拉洋车》是根据老舍的小说《骆驼祥子》创作，而《剃头的》、《弹弦的》则根据东安市场的老照片进行创作。这三组雕塑放在一处，既代表着老东安市场，也代表着老北京：

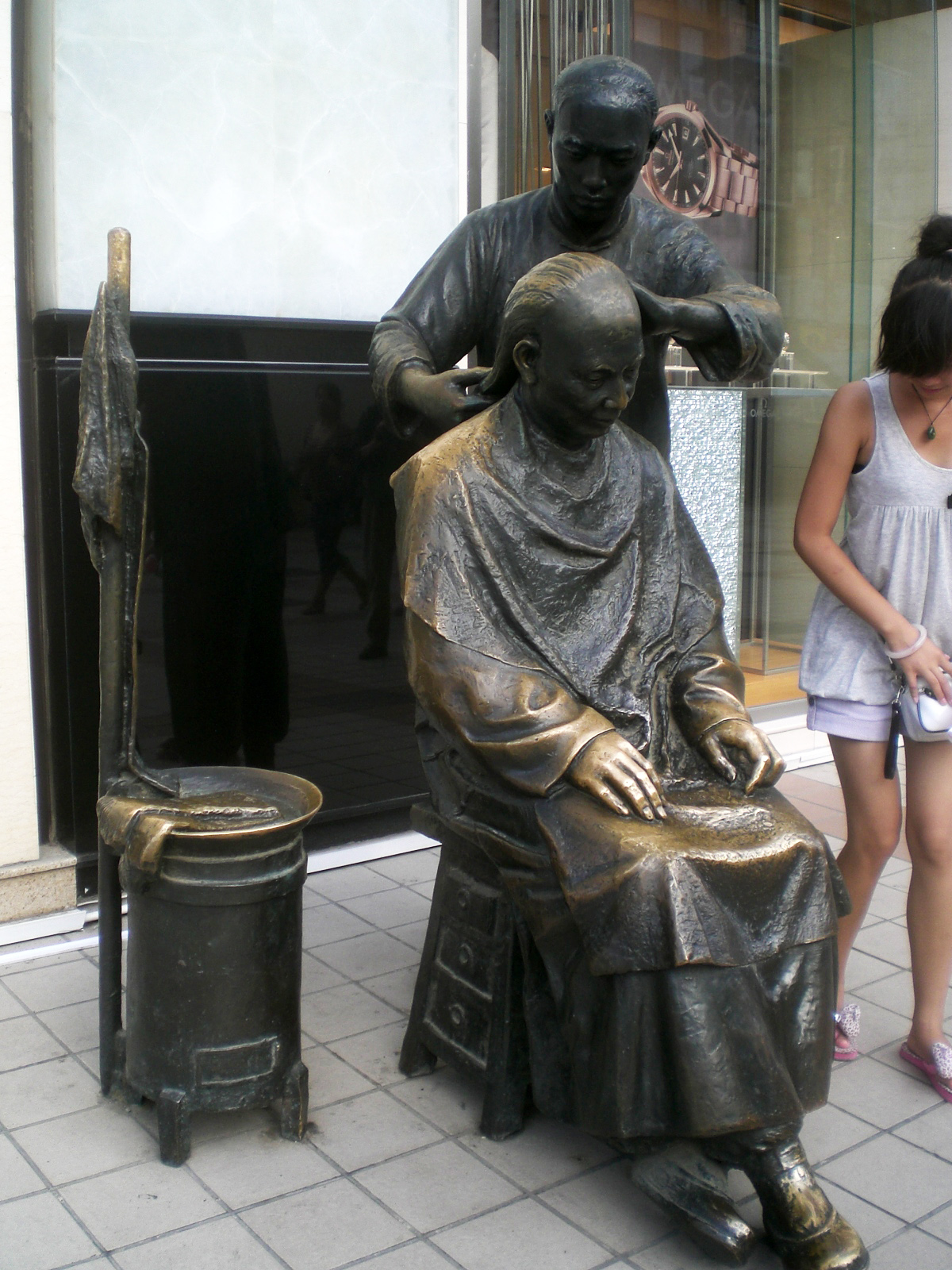
《剃头的》
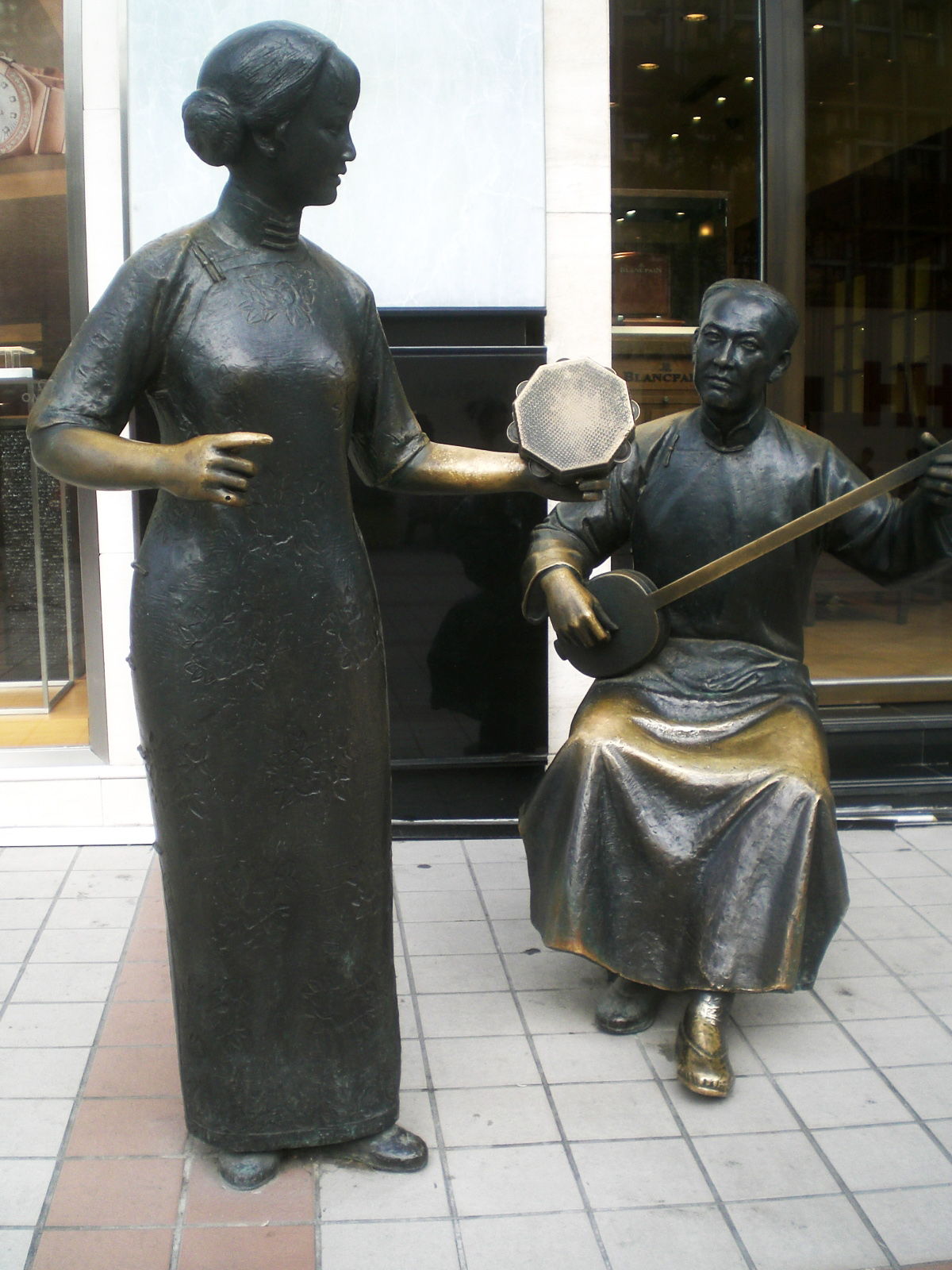
《弹弦的》
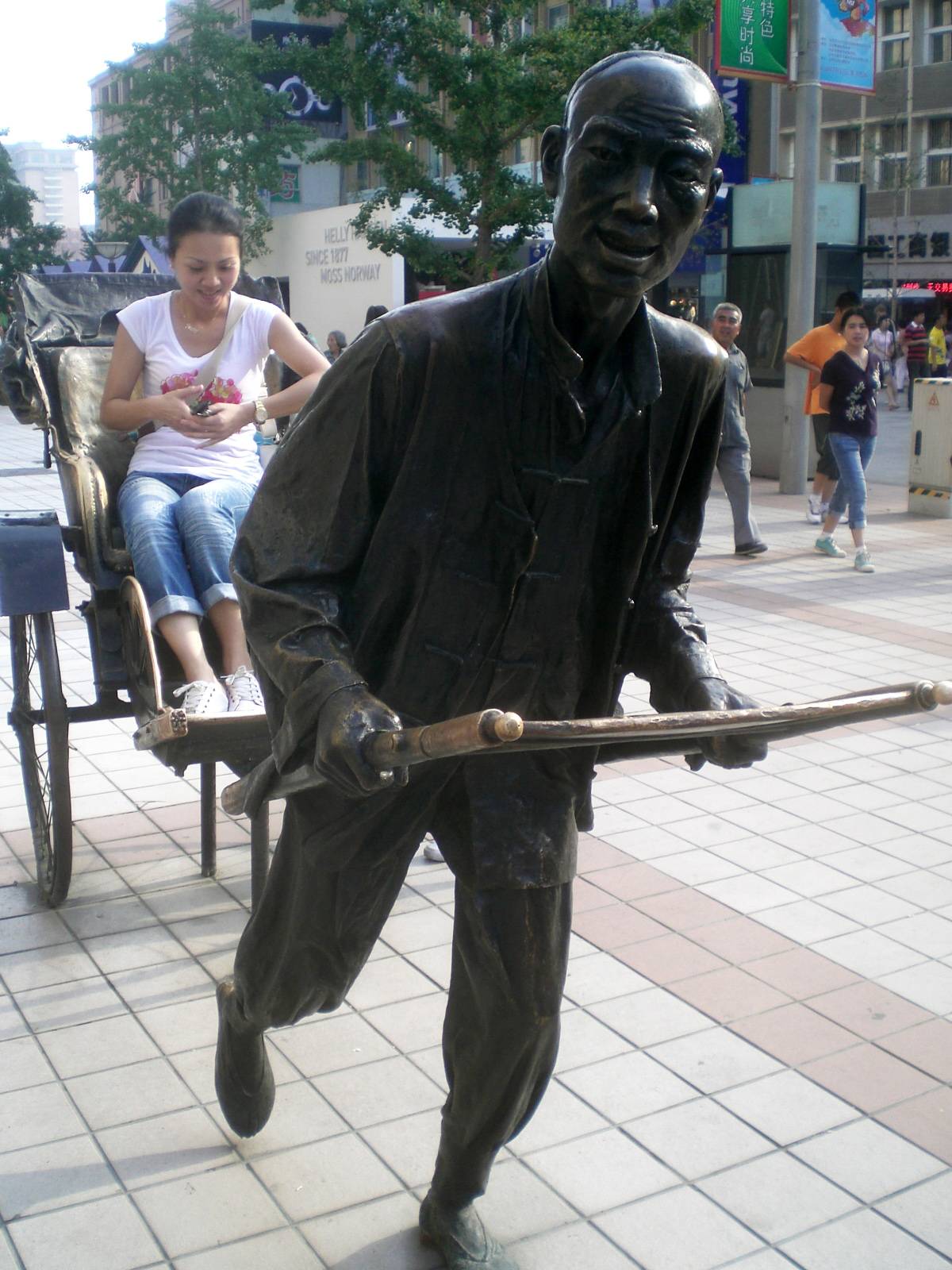
《祥子拉洋车》

### 大百货、購物中心進駐

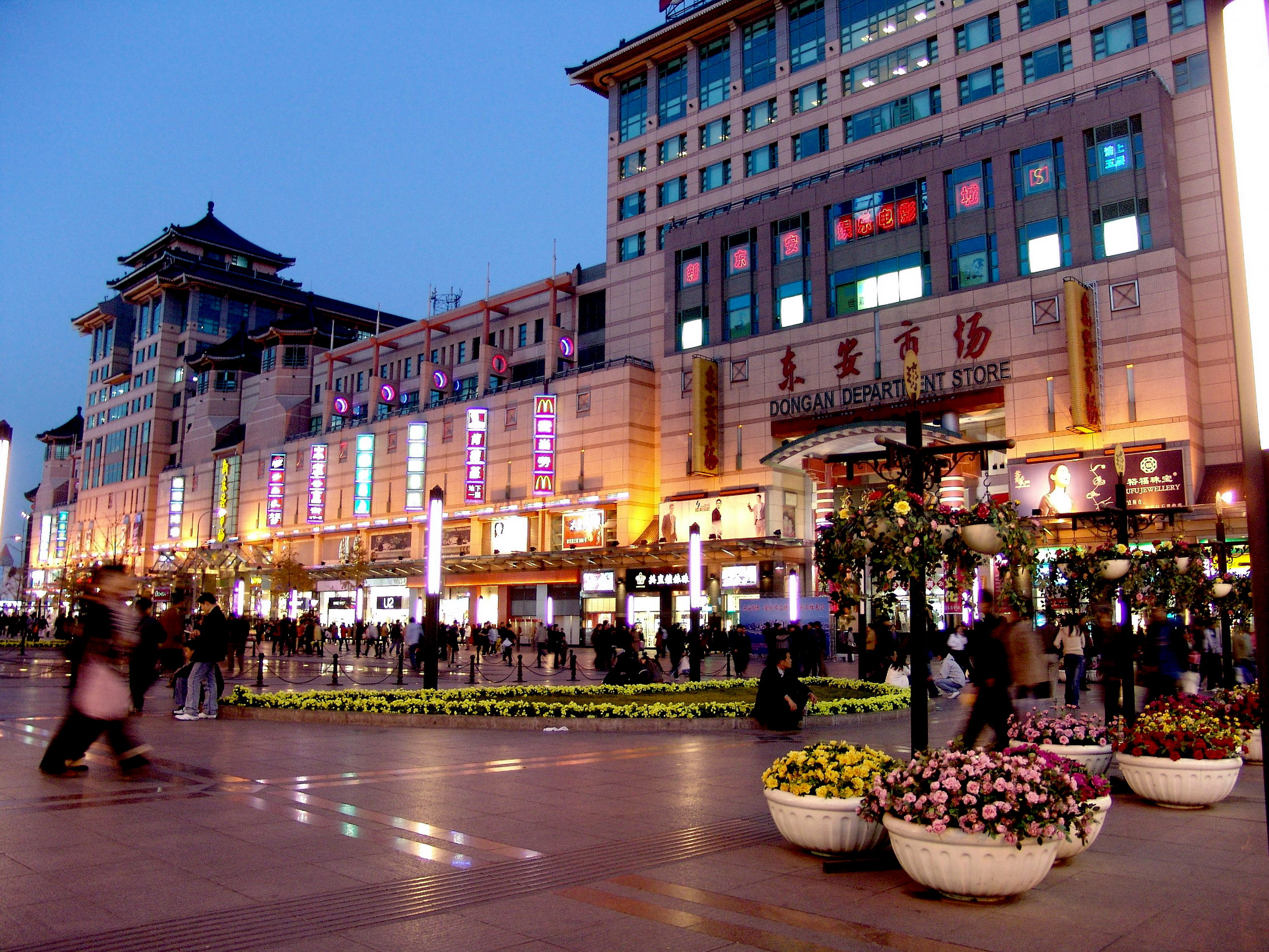
隶属于王府井百货的“东安市场”。图中左侧为位于“东安市场”北侧的北京apm

1966年，东安市场更名为“东风市场”，其名得自毛泽东引用的《红楼梦》第八十二回之言“东风压倒西风”。1967年，东风市场进行整修扩建。1969年竣工后，东风市场重张开业，成为大型商场，1972年曾有罗马尼亚游客在此被误认为苏联人而遭到围攻。1988年，东风市场复名为“东安市场”。1988年9月，组建了北京东安集团公司，东安市场随之而成为北京东安集团公司下属的经济实体。

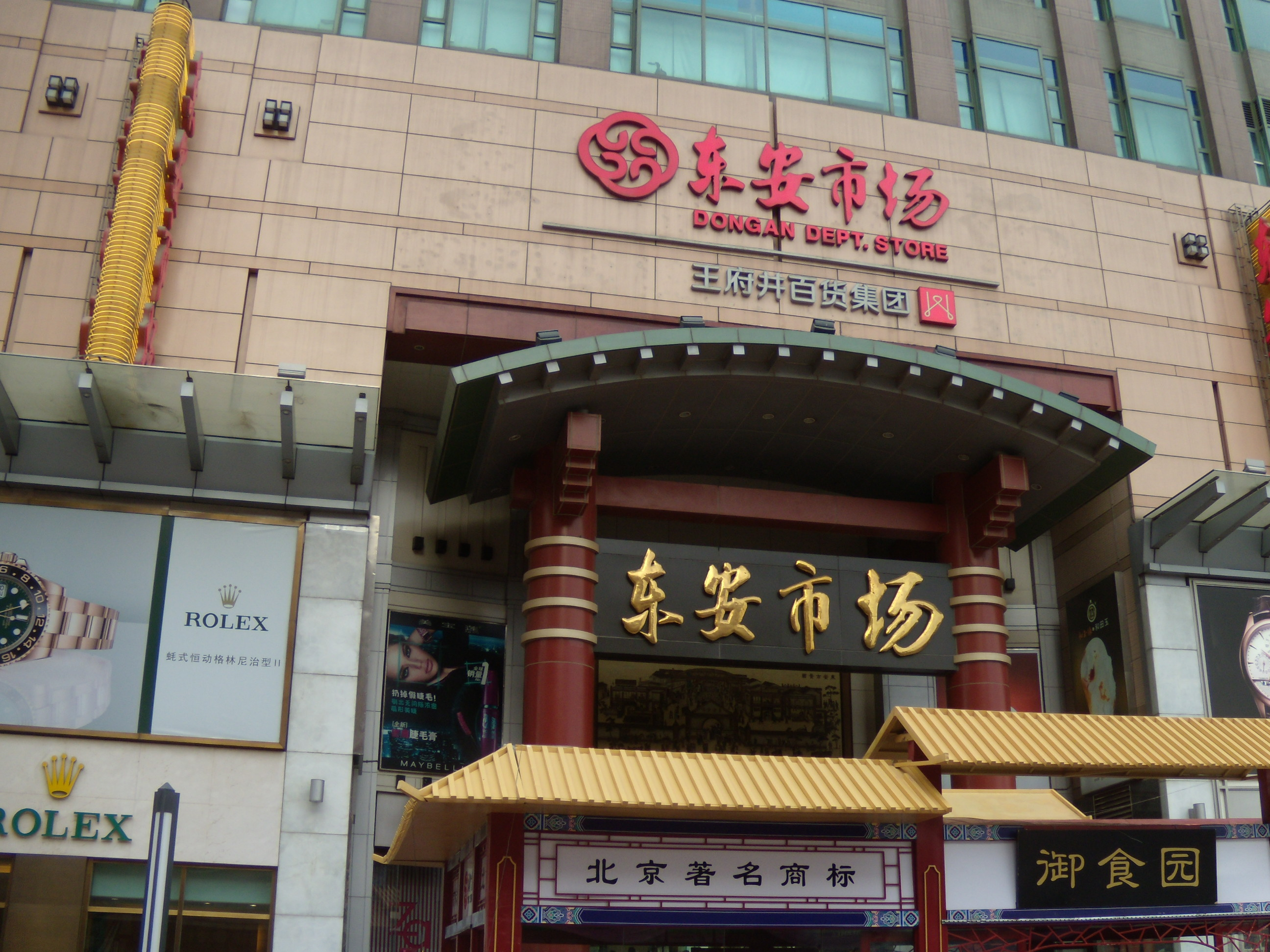
隶属于王府井百货的“东安市场”正门

据说，因吉祥戏院改造，引起了海外投资者对东安市场改造的兴趣。1993年，北京东安集团与香港新鸿基地产有限公司合资在东安市场原址进行改扩建工程，拆除全部原有建筑，兴建“新东安市场”大厦。经过5年建设，1998年1月，“新东安市场”大厦投入使用。该大厦地下3层，地上11层，总面积21.3万平方米。该大厦内，一南一北设有两家商场，相互无关，南侧的称“东安市场”，北侧的称“新东安市场”（现名“北京apm”）。此外，该大厦内还设有新东安影城（为北京市第一家中外合资的多厅影院）等娱乐设施。
设在该大厦南部的“东安市场”，是隶属于王府井百货的一家百货商场。其门牌号与北京apm等相同，均为北京市东城区王府井大街138号。

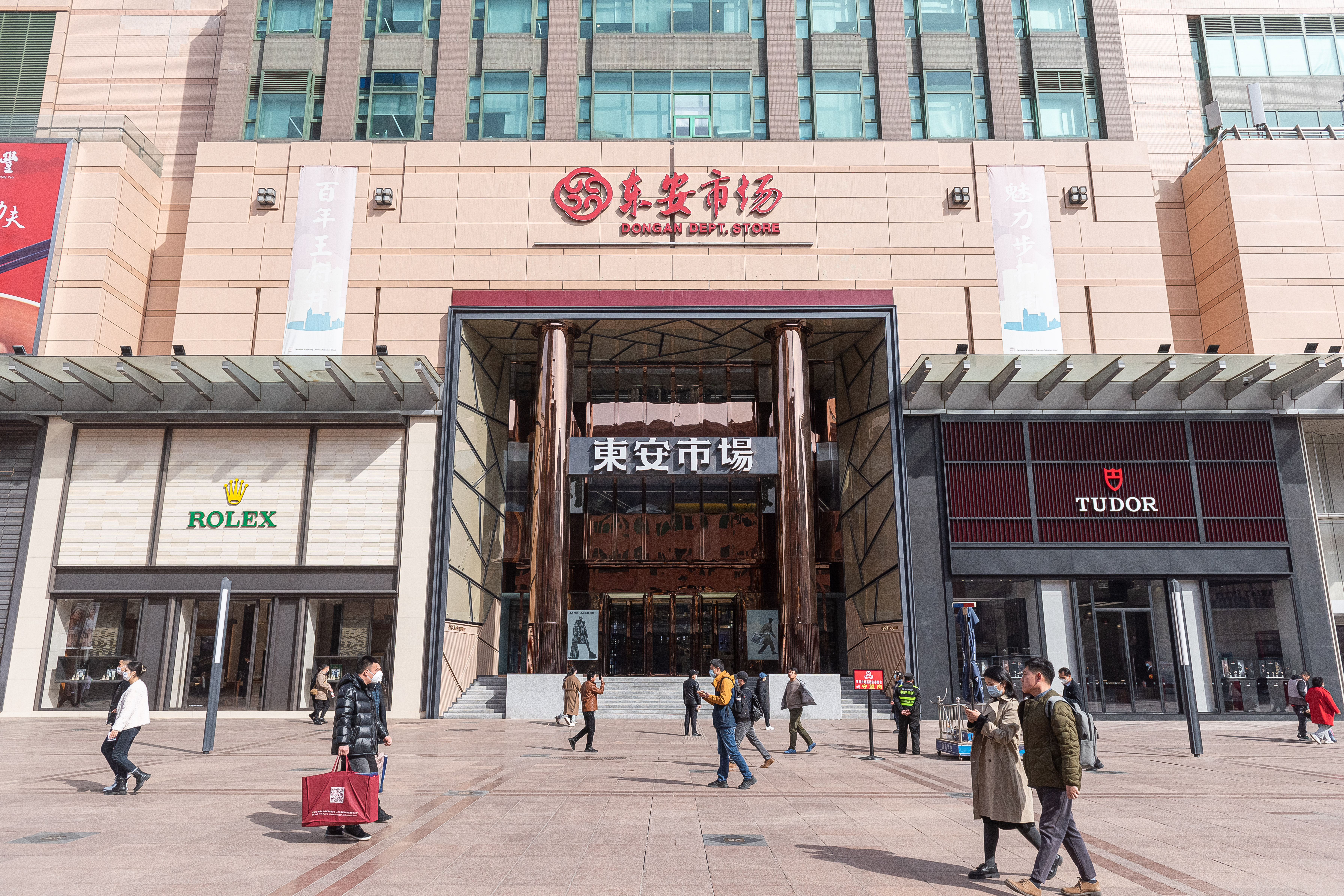
改制后的东安市场（2023年3月摄）

2022年1月19日，东安市场重装开业，改为由王府井集团旗下睿锦尚品国际贸易（上海）有限公司运营的买手制百货店“东安睿锦”。